# Julia Duporty
Julia Esther „Daysi” Duportey Torres (ur. 9 lutego 1971 w Guantánamo) – kubańska lekkoatletka, sprinterka. Trzykrotna złota medalistka mistrzostw Ameryki Środkowej i Karaibów, dwukrotna złota medalistka mistrzostw ibero-amerykańskich, wielokrotna złota medalistka igrzysk panamerykańskich oraz igrzysk Ameryki Środkowej i Karaibów, medalistka uniwersjady. Wielokrotna medalistka juniorskich międzynarodowych imprez lekkoatletycznych, w tym brązowa medalistka mistrzostw globu juniorów. Trzykrotna uczestniczka igrzysk olimpijskich (Barcelona, Atlanta, Sydney).

## Przebieg kariery
W 1988 roku została złotą medalistką mistrzostw Ameryki Środkowej i Karaibów do lat 20, dwa lata później na imprezie tej samej rangi wywalczyła dwa tytuły wicemistrzowskie. Podczas mistrzostw panamerykańskich do lat 20 rozgrywanych w Santa Fe sięgnęła po srebrny medal. W sztafecie 4 × 400 m Duporty zdobyła brązowy medal juniorskich mistrzostw globu, w czasie zmagań w Płowdiwie rozgrywanych w 1990 roku.
W czasie igrzysk Ameryki Środkowej i Karaibów w Meksyku startowała w sztafetach 4 × 100 m i 4 × 400 m, za każdym razem zdobywając złoty medal. W tychże konkurencjach zdobyła dwa srebrne medale igrzysk panamerykańskich w Hawanie. W 1991 roku zadebiutowała na seniorskich mistrzostwach świata – w ich trakcie odpadła w eliminacjach biegu na 200 m, jak również zajęła 6. miejsce w sztafecie 4 × 100 m.
W ramach igrzysk olimpijskich w Barcelonie była członkinią sztafety 4 × 400 m. Kubańska ekipa została w fazie eliminacyjnej zdyskwalifikowana.
W 1993 roku została trzykrotną medalistką rozgrywanych w Cali mistrzostw Ameryki Środkowej i Karaibów, najlepszy wynik osiągnęła w konkurencji sztafety 4 × 400 m (w której zdobyła tytuł wicemistrzowski). W czasie lekkoatletycznych mistrzostw globu w Stuttgarcie wystąpiła w konkurencjach biegu sztafet 4 × 100 m oraz 4 × 400 m – na krótszym dystansie kubańska sztafeta awansowała do finału i zajęła 6. miejsce, na dłuższym zaś nie ukończyła biegu w fazie eliminacyjnej. Podczas igrzysk Ameryki Środkowej i Karaibów w Ponce zdobyła trzy złote medale, w tym indywidualnie tytuł mistrzowski w biegu na 400 m. W 1995 roku Kubanka zdobyła złote medale igrzysk obu Ameryk w konkurencji biegu na 400 m i sztafety 4 × 400 m.
Na igrzyskach olimpijskich w Atlancie ponownie weszła w skład kubańskiej sztafety 4 × 400 m. Ta awansowała do finału i z czasem 3:25,85 zajęła 6. miejsce.
Na rozgrywanych w 1997 roku mistrzostwach Ameryki Środkowej i Karaibów zdobyła dwa złote medale, w biegu na 400 m i biegu sztafet 4 × 400 m. Została także srebrną medalistką uniwersjady w Katanii, krążek zdobyła w biegu sztafet 4 × 400 m. W 1999 roku po raz trzeci została mistrzynią igrzysk panamerykańskich, w konkurencji biegu rozstawnego 4 × 400 m.
W czasie rozgrywanych w Sydney igrzysk olimpijskich Kubanka także znalazła się w składzie sztafety 4 × 400 m – w finale wywalczyła ona 8. miejsce z czasem 3:29,47. Po raz ostatni w zawodach lekkoatletycznych wystąpiła podczas mistrzostw świata w Edmonton, w trakcie których była członkinią kubańskiej sztafety 4 × 400 m – odpadła ona w eliminacjach.

## Osiągnięcia
| Rok     | Zawody                                            | Miasto        | Miejsce | Konkurencja        | Wynik   |
| ------- | ------------------------------------------------- | ------------- | ------- | ------------------ | ------- |
| 1988    | Mistrzostwa Ameryki Środkowej i Karaibów juniorów | Nassau        | złoto   | sztafeta 4 × 100 m | 46,76   |
| 1989    | Mistrzostwa panamerykańskie juniorów              | Santa Fe      | srebro  | sztafeta 4 × 100 m | 45,52   |
| 1990    | Mistrzostwa Ameryki Środkowej i Karaibów juniorów | Hawana        | srebro  | bieg na 200 m      | 23,80   |
| 1990    | Mistrzostwa Ameryki Środkowej i Karaibów juniorów | Hawana        | srebro  | sztafeta 4 × 100 m | 45,64   |
| 1990    | Mistrzostwa świata juniorów                       | Płowdiw       | 8.      | bieg na 200 m      | 23,91   |
| 1990    | Mistrzostwa świata juniorów                       | Płowdiw       | brąz    | sztafeta 4 × 400 m | 3:31,81 |
| 1990    | Igrzyska Ameryki Środkowej i Karaibów             | Meksyk        | złoto   | sztafeta 4 × 100 m | 44,54   |
| 1990    | Igrzyska Ameryki Środkowej i Karaibów             | Meksyk        | złoto   | sztafeta 4 × 400 m | 3:26,27 |
| 1991    | Igrzyska panamerykańskie                          | Hawana        | srebro  | sztafeta 4 × 100 m | 44,31   |
| 1991    | Igrzyska panamerykańskie                          | Hawana        | srebro  | sztafeta 4 × 400 m | 3:24,91 |
| 1991    | Mistrzostwa świata                                | Tokio         | 6. SF   | bieg na 200 m      | 23,58   |
| 1991    | Mistrzostwa świata                                | Tokio         | 6.      | sztafeta 4 × 100 m | 43,75   |
| 1992    | Mistrzostwa ibero-amerykańskie                    | Sewilla       | złoto   | sztafeta 4 × 400 m | 3:33,43 |
| 1992    | Igrzyska olimpijskie                              | Barcelona     | DSQ H   | sztafeta 4 × 400 m | N/A     |
| 1993    | Mistrzostwa Ameryki Środkowej i Karaibów          | Cali          | brąz    | bieg na 200 m      | 23,35   |
| 1993    | Mistrzostwa Ameryki Środkowej i Karaibów          | Cali          | brąz    | sztafeta 4 × 100 m | 44,64   |
| 1993    | Mistrzostwa Ameryki Środkowej i Karaibów          | Cali          | srebro  | sztafeta 4 × 400 m | 3:28,95 |
| 1993    | Mistrzostwa świata                                | Stuttgart     | 6.      | sztafeta 4 × 100 m | 42,89   |
| 1993    | Mistrzostwa świata                                | Stuttgart     | DNF H   | sztafeta 4 × 400 m | N/A     |
| 1993    | Igrzyska Ameryki Środkowej i Karaibów             | Ponce         | złoto   | bieg na 400 m      | 51,81   |
| 1993    | Igrzyska Ameryki Środkowej i Karaibów             | Ponce         | złoto   | sztafeta 4 × 100 m | 44,59   |
| 1993    | Igrzyska Ameryki Środkowej i Karaibów             | Ponce         | złoto   | sztafeta 4 × 400 m | 3:31,27 |
| 1994    | Igrzyska dobrej woli                              | Petersburg    | srebro  | sztafeta 4 × 100 m | 43,37   |
| 1994    | Igrzyska dobrej woli                              | Petersburg    | brąz    | sztafeta 4 × 400 m | 3:26,35 |
| 1994    | Puchar świata                                     | Londyn        | 5.      | bieg na 400 m      | 52,48   |
| 1994    | Puchar świata                                     | Londyn        | brąz    | sztafeta 4 × 400 m | 3:27,91 |
| 1995    | Igrzyska panamerykańskie                          | Mar del Plata | złoto   | bieg na 400 m      | 50,77   |
| 1995    | Igrzyska panamerykańskie                          | Mar del Plata | złoto   | sztafeta 4 × 400 m | 3:27,45 |
| 1995    | Mistrzostwa Ameryki Środkowej i Karaibów          | Gwatemala     | złoto   | sztafeta 4 × 400 m | 3:27,86 |
| 1995    | Mistrzostwa świata                                | Göteborg      | 5. SF   | bieg na 400 m      | 51,85   |
| 1995    | Mistrzostwa świata                                | Göteborg      | 7.      | sztafeta 4 × 400 m | 3:29,27 |
| 1996    | Mistrzostwa ibero-amerykańskie                    | Medellín      | złoto   | bieg na 400 m      | 50,84   |
| 1996    | Igrzyska olimpijskie                              | Atlanta       | 6.      | sztafeta 4 × 400 m | 3:25,85 |
| 1997    | Mistrzostwa Ameryki Środkowej i Karaibów          | San Juan      | złoto   | bieg na 400 m      | 51,96   |
| 1997    | Mistrzostwa Ameryki Środkowej i Karaibów          | San Juan      | złoto   | sztafeta 4 × 400 m | 3:29,30 |
| 1997    | Uniwersjada                                       | Katania       | DNS     | bieg na 400 m      | N/A     |
| 1997    | Uniwersjada                                       | Katania       | srebro  | sztafeta 4 × 400 m | 3:29,00 |
| 1998    | Mistrzostwa ibero-amerykańskie                    | Lizbona       | brąz    | bieg na 200 m      | 23,52   |
| 1998    | Igrzyska Ameryki Środkowej i Karaibów             | Maracaibo     | 7.      | bieg na 200 m      | 23,95   |
| 1998    | Igrzyska Ameryki Środkowej i Karaibów             | Maracaibo     | 5.      | bieg na 400 m      | 52,51   |
| 1998    | Igrzyska Ameryki Środkowej i Karaibów             | Maracaibo     | złoto   | sztafeta 4 × 400 m | 3:29,65 |
| 1999    | Igrzyska panamerykańskie                          | Winnipeg      | złoto   | sztafeta 4 × 400 m | 3:26,70 |
| 1999    | Mistrzostwa świata                                | Sewilla       | 7.      | sztafeta 4 × 400 m | 3:29,19 |
| 2000    | Igrzyska olimpijskie                              | Sydney        | 8.      | sztafeta 4 × 400 m | 3:29,47 |
| 2001    | Mistrzostwa świata                                | Edmonton      | 6. H    | sztafeta 4 × 400 m | 3:28,68 |
| Źródło: |                                                   |               |         |                    |         |

W swej karierze zdobyła trzy tytuły mistrzyni kraju w biegu na 400 m (1997, 1998, 2000).

## Rekordy życiowe
- bieg na 100 m – 11,79 (13 maja 2000, Medellín)
- bieg na 200 m – 23,15 (28 sierpnia 1994, Rieti)
- bieg na 400 m – 50,61 (6 września 1994, Madryt)
- sztafeta 4 × 100 m – 42,89 (22 sierpnia 1993, Stuttgart)
- sztafeta 4 × 400 m – 3:24,23 (2 sierpnia 1996, Atlanta)

Źródło: 